# Dorogi FC
Dorogi FC is een Hongaarse voetbalclub uit Dorog.

## Geschiedenis
De club werd in 1914 opgericht en speelt in het Buzánszky Jenő stadion dat plaats biedt aan 5.000 toeschouwers. In 1952 bereikte de club de finale van het toernooi om de Hongaarse voetbalbeker. De club nam deel aan de International Football Cup 1962/63 waar het in de poule tweede werd achter Calcio Padova en voor FC La Chaux-de-Fonds en TJ Spartak LZ Pilsen. In het seizoen 2010/11 speelt de club in de Nemzeti Bajnokság III, het derde niveau. In 2016 promoveerde de club naar de Nemzeti Bajnokság II, waar het tot en met 2022-23 actief was. In het seizoen 2021/22 werd degradatie ontweken na het bereiken van een 17e plaats in de competitie.

### Historische namen
- Dorogi Athlétikai és Futball Club (1914-1922)
- Dorogi Athlétikai Club (1922-1949)
- Dorogi Tárna (1949-1951)
- Dorogi Bányász SK (1951-1967)
- Dorogi Atlétikai Club (1967-1983)
- Dorogi Bányász SC (1983-1995)
- Dorogi Sport Egyesület (1995-1997)
- Budalakk Konzorcium FC Dorog (1997-1998)
- Dorogi Futball Club (1998-heden)